# Thuras (torrente)
Il Torrente Thuras (anche detto Thures) è un affluente della Ripa che percorre l'omonima vallata alpina.
Il perimetro del suo bacino misura 37 km.

Con il Torrente Ripa e a la Piccola Dora è tra i principali rami sorgentizi della Dora Riparia.

## Percorso
Il torrente nasce in comune di Cesana Torinese (TO) tra il Col Thuras e la Punta Ramiere e, dirigendosi verso nord-ovest, forma la Val Thuras (o Val Thures), nella sua parte superiore caratterizzata da ampi pendii prativi su entrambi i versanti.

A valle delle Grange di Thuras (1.945 m) il corso d'acqua si infossa in una stretta gola dalla quale sbuca poco a monte della Borgata Rhuilles, dove il fondovalle si allarga nuovamente. Ricevuto da sinistra il contributo del proprio principale affluente, il Torrente Chabaud, la Thuras piega gradualmente verso nord fino ad andare a confluire nella Ripa a Bousson (quota 1.427).

## Affluenti principali
Il reticolo idrografico della Val Thures è decisamente più sviluppato in sinistra idrografica perché sulla destra la relativa vicinanza dello spartiacque Thuras-Ripa impedisce la formazione di corsi d'acqua di una certa lunghezza.

I suoi principali affluenti sono:
- in sinistra idrografica
  - Rio Clausis: raccoglie le acque che scendono da un ampio vallone detritico culminante nel monte Terra Nera (3.100 m) e le convoglia nella Thuras in corrispondenza delle Grange di Thuras (1.947 m);
  - Torrente Chabaud: nasce poco a sud della cima Dormillouse da vari rami sorgentizi il principale dei quali scende dal Lac du Fond (2.743 m). Dopo essere transitato per le Grange Chabaud va a sfociare nella Thuras nei pressi di Rhuilles a quota 1.675 m;
  - Rio Servierettes: nasce sulle pendici meridionali della cima Fournier e, dopo avere formato il Lago Nero (2.016 m), va a confluire nella Thuras qualche centinaio di metri a sud di Bousson;
- in destra idrografica
  - Rio Ecafa: scende dalle pendici meridionali del Roc del Boucher e raggiunge la Thuras al Punte Ciatagnera (2.064 m);
  - Rio Serpentiera: drena il vallone compreso tra la cima del Pelvo e il Punta Serpentiera e sfocia nella Thuras a quota 2.240.